# Dimitri Miliutin
Dimitri Alekséyevich Miliutin (en ruso: Дмитрий Алексеевич Милютин; Moscú, 10 de julio [O.S. 28 de junio] de 1816-Simeíz, Táurida, 7 de febrero [O.S. 25 de enero] de 1912) fue un conde, militar y estadista ruso que sirvió como ministro de guerra en el Imperio ruso de 1861 a 1881, siendo el responsable de la introducción de las conocidas como Reformas militares de Alejandro II (en ruso: Военные реформы Александра II), una de las últimas reformas de gran calado del Ejército Imperial Ruso.

## Biografía
Dimitri Miliutin nació, según el estilo antiguo, el 28 de junio de 1816 en Moscú, apenas unos días después del comienzo de la invasión napoleónica de Rusia. Se graduó en la Academia Militar Imperial en 1836, siendo de las primeras promociones de la institución establecida en 1832.
Miliutin sirvió en el Cáucaso de 1838 a 1845. A su vuelta, se desempeñó como profesor de la Academia Imperial. En 1856, Miliutin regresó al servicio activo. En 1860 fue nombrado viceministro de guerra y ascendido a ministro al año siguiente.
Dimitri Miliutin reorganizó el sistema educativo militar tanto para oficiales como para la tropa. Entre otras innovaciones, hizo asequible la educación elemental para todos los movilizados. En 1874 introdujo el servicio militar obligatorio en el Imperio ruso, llamando a servir a todos los hombres de 20 años, excepto aquellos calificados como no aptos por razones específicas. También redujo drásticamente los tiempos generales del servicio activo de los 25 años a 6. Además, introdujo también el sistema de reservistas.
A pesar del éxito de sus reformas, que muchos historiadores han apuntado como claves para evitar el desfase del Ejército Imperial Ruso con las fuerzas de otras potencias de su tiempo, y como clave para la victoria sobre el Imperio otomano en la guerra ruso-turca (1877-1878), Miliutin se granjeó muchos enemigos poderosos, especialmente entre los contrarios a los privilegios nobles dentro del estamento militar (Miliutin provenía de una familia de condes). Decidió retirarse en mayo de 1881, poco después del ascenso del nuevo zar Alejandro III.
Dimitri Miliutin falleció, según el estilo antiguo, el 25 de enero de 1912 en Simeíz, una población de Crimea, entonces parte de la gobernación de Táurida (Imperio ruso).